# Nathaniel Bacon
Nathaniel Bacon (Suffolk, 2 de janeiro de 1647 – Colônia da Virgínia, 26 de outubro de 1676) foi um colono da Virgínia. Ficou famoso por liderar a Rebelião de Bacon em 1676, que desmoronou quando o próprio Bacon morreu de disenteria.

## Rebelião de Bacon

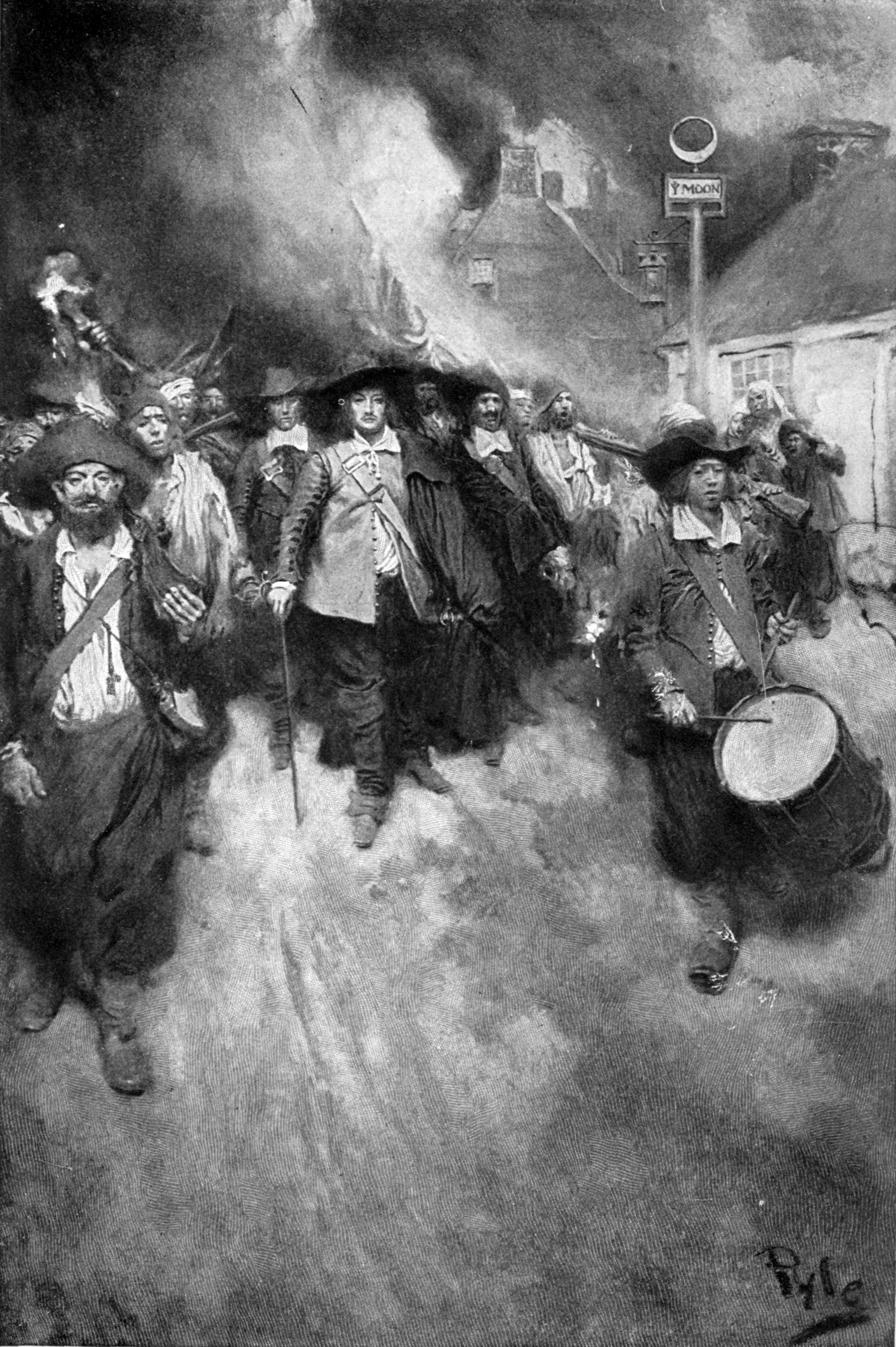
The Burning of Jamestown de Howard Pyle, c. 1905

Antes que a "Rebelião da Virgínia" (como veio a ser chamada) começasse para valer em 1674, alguns proprietários livres na fronteira da Virgínia exigiram que os nativos americanos, incluindo aqueles em tribos amigáveis que viviam em terras protegidas pelo tratado, fossem expulsos ou mortos. Eles também protestaram contra a corrupção no governo do governador Berkeley, que foi descrito como "incorrigivelmente corrupto, desumanamente opressor e indesculpavelmente ineficaz, especialmente na guerra".
Após uma invasão de índios Doeg no condado de Stafford, Virgínia, na qual foram mortos dois homens brancos associados a um comerciante chamado Mathews (que relatórios posteriores encontraram índios "enganados e abusados" regularmente), um grupo de milicianos da Virgínia invadiu assentamentos da tribo Susquehannock, em vez da tribo Doeg, incluindo alguns do outro lado do rio Potomac em Maryland. O governador de Maryland, Calvert, protestou contra a incursão e os Susquehannocks retaliaram. A milícia de Maryland então se juntou às forças da Virgínia e atacou uma vila fortificada de Susquehannock. Depois que cinco chefes aceitaram o convite do líder de Maryland para negociar, eles foram massacrados, uma ação que provocou investigações legislativas e reprimendas posteriores. Os Susquehannocks retaliaram com força contra as plantações, matando 60 colonos em Maryland e outros 36 em seu primeiro ataque em solo da Virgínia. Em seguida, outras tribos se juntaram, matando colonos, queimando casas e campos e abatendo gado até os rios James e York.
Buscando evitar um conflito maior semelhante à Guerra do Rei Filipe na Nova Inglaterra, Berkeley defendeu a contenção, propondo a construção de várias fortificações defensivas ao longo da fronteira e instando os colonos da fronteira a se reunirem em uma postura defensiva. Os colonos da fronteira consideraram o plano caro e inadequado e também suspeitaram que pudesse ser um pretexto para aumentar as taxas de impostos.
Nesse ínterim, Bacon, cujo supervisor em uma plantação de James River foi morto por invasores indígenas, emergiu como um líder rebelde. Quando Berkeley se recusou a conceder a Bacon uma comissão militar para atacar todos os índios, Bacon reuniu sua própria força de 400-500 homens e subiu o rio James para atacar as tribos Doeg e Pamunkey. Embora ambos tivessem vivido pacificamente com os colonos e não tivessem atacado os assentamentos da fronteira, suas terras cultivadas eram valiosas.
Em março, Berkeley tentou garantir que guerreiros da tribo Pamunkey lutassem contra tribos hostis de acordo com tratados anteriores. A rainha dos Pamunkey, Cockacoeske, lembrou apaixonadamente ao Conselho do Governador as mortes, há 20 anos, de seu marido e de 100 guerreiros que eles haviam fornecido em uma situação semelhante. O presidente ignorou sua reclamação e, em vez disso, continuou a exigir mais guerreiros, recebendo a promessa de fornecer uma dúzia em troca. Berkeley prendeu Bacon e o removeu do conselho, mas os homens de Bacon rapidamente garantiram sua libertação e forçaram Berkeley a realizar eleições legislativas. Enquanto isso, os homens de Bacon continuaram sua ofensiva contra os Pamunkeys, que fugiram para o Pântano do Dragão. Quando o amigo Occoneechee conseguiu capturar um forte Susquehannock, as forças de Bacon exigiram todos os despojos, embora não tivessem ajudado na luta. Eles então atacaram Oconeechee por traição, matando homens, mulheres e crianças.
Apesar do status de fora-da-lei de Bacon, os eleitores do Condado de Henrico o elegeram para a Câmara dos Burgesses recomposta. Esse órgão promulgou uma série de reformas abrangentes, limitando os poderes do governador e restaurando o direito de sufrágio aos homens livres sem terra. Eles também fizeram a venda de qualquer arma a qualquer índio passível de pena de morte. Os seguidores de Bacon não se acalmaram, acusando Berkeley de se recusar a autorizar retaliação contra os nativos para proteger seus próprios investimentos no comércio de peles e os monopólios que ele havia concedido a seus favoritos. Após uma série de altercações verbais, incluindo uma briga em uma rua de Jamestown, Berkeley retirou-se para sua plantação e assinou a comissão militar que Bacon exigia. Os grupos de escoteiros, portanto, começaram a requisitar suprimentos, bem como matar e escravizar índios, provocando protestos de cidadãos do condado de Gloucester que estavam sujeitos às exações da milícia. 
Em 30 de julho de 1676, Bacon e seu exército improvisado emitiram uma Declaração do Povo, que criticava a administração de Berkeley, acusando-o de arrecadar impostos injustos, nomeando amigos para altos cargos e deixando de proteger os fazendeiros remotos do ataque indígena. Eles também emitiram um 'Manifesto' instando o extermínio de todos os índios, afirmando que eles não mereciam proteções legais porque "eles foram, por muitos anos, inimigos do rei e do país, ladrões e ladrões e invasores do direito de sua majestade e de nosso interesse e propriedade". Meses de conflito se seguiram, incluindo uma tentativa naval através do Potomac e na Baía de Chesapeake pelos aliados de Bacon para capturar Berkeley em Accomac. O próprio Bacon se concentrou no Pamunkey em Dragon Swamp; suas forças apreenderam 3 cavalos de carga, escravizaram 45 índios e mataram muitos mais, levando a rainha Cockacoeske (que escapou por pouco com seu filho) a se entregar à misericórdia do Conselho do Governador. Berkeley levantou seu próprio exército de mercenários na costa oriental e também capturou os aliados navais de Bacon e executou os dois líderes. As forças de Bacon então se voltaram contra a capital da colônia, incendiando Jamestown em 19 de setembro de 1676.
Antes que um esquadrão naval inglês pudesse chegar, Bacon morreu de disenteria em 26 de outubro de 1676. Embora John Ingram assumisse o controle das forças rebeldes, a rebelião logo desmoronou. O governador Berkeley voltou ao poder, confiscando a propriedade de vários rebeldes e, por fim, enforcando vinte e três homens, muitos deles sem julgamento.  Depois que um comitê investigativo retornou seu relatório ao rei Carlos II, criticando Berkeley e Bacon por sua conduta em relação às tribos amigas, Berkeley foi demitido do governo, retornou à Inglaterra para protestar e morreu logo depois. Mais tarde, Carlos II supostamente comentou: "Esse velho idiota matou mais pessoas naquele país nu do que eu aqui pelo assassinato de meu pai". Este pode ser um mito colonial, surgindo cerca de 30 anos depois.

## Literatura
- Bailey, T., Kennedy, D., & Cohen, L. (eds.). (2002). The American Pageant, 12th ed. Boston: Houghton Mifflin Company. ISBN 0-618-10349-X.
- Edmund S. Morgan, American Slavery, American Freedom: The Ordeal of Colonial Virginia (1975), pp. 250–279.